# Groupement de fait
Pour les articles homonymes, voir Groupement.
 (janvier 2014).
Si vous disposez d'ouvrages ou d'articles de référence ou si vous connaissez des sites web de qualité traitant du thème abordé ici, merci de compléter l'article en donnant les références utiles à sa vérifiabilité et en les liant à la section « Notes et références ».
Un groupement de fait est, dans le droit français, un groupement momentané de personnes (physiques ou morales), non doté formellement de la personnalité juridique.

## Personnalité juridique (corollaires)
La personnalité juridique a deux corollaires : la capacité juridique (signer des contrats, ester en justice) et un patrimoine.
Selon une jurisprudence de la Cour de cassation[réf. nécessaire], on peut éventuellement en reconnaitre une au groupement de fait.
Alors, un tel groupement de fait peut se voir reconnu rétroactivement comme personnalité juridique, notamment afin de pouvoir signer des contrats.

## Libertés fondamentales
En France, le Conseil d'État a précisé l'usage des (sept) motifs possibles de dissolution d'une association de fait ou d'un groupement de fait. Ces motifs eux-mêmes sont prévus à l’article L. 212-1 du Code de la sécurité intérieure.